# Tilapia thysi
Coptodon thysi là một loài cá thuộc họ Cichlidae. Nó là loài đặc hữu của Cameroon.